# Cartaxo
Pour les articles homonymes, voir Cartaxo (homonymie).
Cartaxo est une municipalité (en portugais : concelho ou município) du Portugal, située dans le district de Santarém et la région de l'Ribatejo.
La municipalité a une superficie de 158,2 km2 et une population totale de 24 462 habitants.

## Géographie
Cartaxo est limitrophe :
- au nord, de Santarém,
- à l'est, de Almeirim,
- au sud-est, de Salvaterra de Magos,
- à l'ouest, de Azambuja.

## Démographie
| 1849  | 1900   | 1930   | 1960   | 1981   | 1991   | 2001   | 2011   |
| ----- | ------ | ------ | ------ | ------ | ------ | ------ | ------ |
| 7 520 | 14 373 | 18 270 | 19 939 | 22 581 | 22 268 | 23 338 | 24 462 |

## Subdivisions
La municipalité de Cartaxo groupe 8 freguesias :
- Cartaxo
- Ereira
- Lapa
- Pontével
- Valada
- Vale da Pedra
- Vale da Pinta
- Vila Chã de Ourique

## Jumelages
La ville de Cartaxo est jumelée avec :

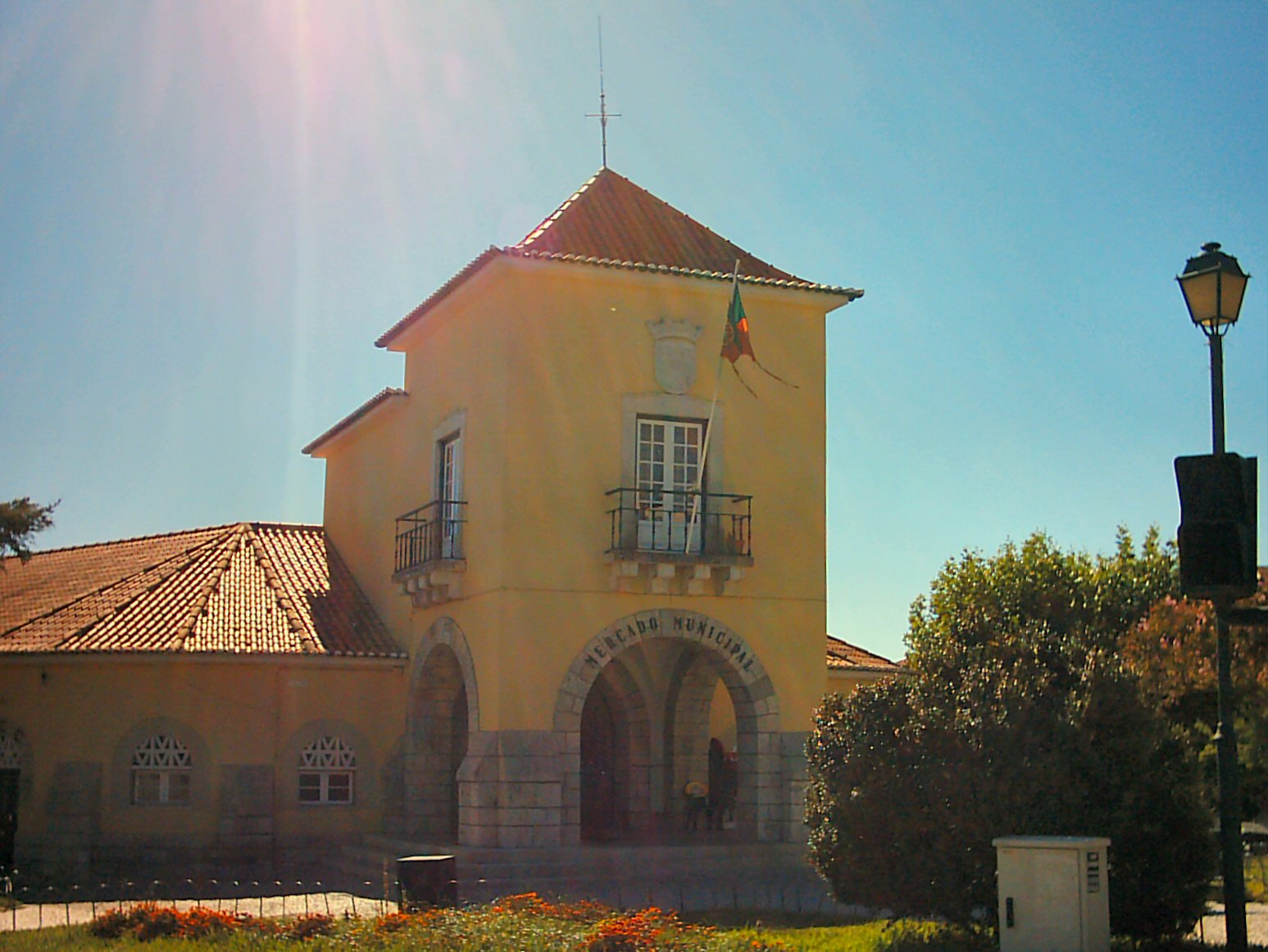
Marché municipal

- Bento Gonçalves (Brésil)
- Brava (Cap-Vert) depuis le 23 juillet 1994
- Penglai (Chine)
- Pucioasa (Roumanie) depuis le 9 mai 1998
- Słupsk (Pologne) depuis le 25 septembre 2007